# ۶۷۹ (خورشیدی)
۶۷۹ ششصد و هفتاد و نهمین سال هجری خورشیدی است.